# مفاتيح العلوم (كتاب)
مفاتيح العلوم هو كتاب موسوعي من تأليف العالم المسلم محمد بن أحمد الخوارزمي حيث وضع فيه جوابا عن الكثير من الأسئلة العالقة عند العرب وخاصة فيما يتعلق بالمصطلح خلال القرنِ التاسع المِيلادي. الكتاب ذكر في مقدمته مقالتين: إحداهما لعلوم الشريعة وما يقترن بها من العلوم العربية والثانية لعلوم العجم وغيرهم من الأمم التي سبقته مثل.

## وصلات خارجية
- مفاتيح العلوم على موقع مؤسسة هنداوي للتعليم والثقافة
- كتاب مفاتيح العلوم على موقع أرشيف الإنترنت